# Ernst Casparsson
Ernst Casparsson (n. 15 noiembrie 1886, Krokek⁠(d), comuna Norrköping, Comitatul Östergötland, Suedia – d. 7 septembrie 1973, Norrköping, Östergötland, Suedia) a fost un sportiv ce a reprezentat Suedia, medaliat olimpic. A participat la o ediție a Jocurilor Olimpice (1912) în care a câștigat o medalie de aur.

## Participări
Lista de mai jos prezintă principalele competiții la care a participat Ernst Casparsson de-a lungul carierei.
- equestrian at the 1912 Summer Olympics – team eventing[*]